# Kobus kob
Kobus kob, conhecido popularmente como cobo, é uma espécie de antílope da família Bovidae. Pode ser encontrada na África subsaariana, do Senegal e Guiné-Bissau até o Sudão do Sul, Uganda e Etiópia. É uma das duas espécies de antílope conhecidas popularmente pelo nome de gazela-de-lala (a outra é a Redunca redunca).